# NGC 7790
NGC 7790 (другое обозначение — OCL 276) — рассеянное скопление в созвездии Кассиопея.
Этот объект входит в число перечисленных в оригинальной редакции «Нового общего каталога».